# Garrett Wareing
Pour l’article homonyme, voir Wareing.
Garett Wareing est un acteur américain, né le 31 août 2001 à College Station (Texas).
Il se fait connaître grâce à ses rôles de Stetson « Stet » Tate dans le film Le Virtuose (2014) et de TJ Morrison dans la série télévisée Manifest (2020).

## Filmographie

### Cinéma

#### Longs métrages
- 2014 : Le Virtuose (Boychoir) de François Girard : Stetson « Stet » Tate
- 2016 : Independence Day: Resurgence de Roland Emmerich : Bobby
- 2016 : A Better Place de Dennis Ho : Jeremy, jeune
- 2018 : Perfect d'Eddie Alcazar : Vessel 13
- 2021 : Queenpins d'Aron Gaudet et Gita Pullapilly : Money (non crédité)
- 2023 : God Is a Bullet de Nick Cassavetes : Wood
- 2025 : Marche ou crève (The Long Walk) de Francis Lawrence : Stebbins

#### Courts métrages
- 2013 : Sweet Dreams de Ryan Elkins : Kevin
- 2013 : The Origami Master d'Elizabeth Lee : Liam
- 2014 : Saudade de Louisa Grams : Evan, jeune
- 2014 : Hidden de Ryan Elkins : William
- 2016 : The Golden Year de Salvador Paskowitz : Max
- 2017 : The Ball de Salvador Paskowitz : Darrin
- 2020 : Septaria de Courtney Carter et Sarah McDaniel : Gray Jumpsuit

### Télévision

#### Séries télévisées
- 2018 : Chicago Med : Josh (saison 3, épisode 17 : The Parent Trap)
- 2019 : Pretty Little Liars: The Perfectionists : Zach Fordson (5 épisodes)
- 2020 - 2023 : Manifest : TJ Morrison (rôle récurrent - saisons 2 et 4)
- 2025 : Nouvelle vie à Ransom Canyon (Ransom Canyon) : Lucas Russell